# Бокейран-ду-Леан
Бокейран-ду-Леан (порт. Boqueirão do Leão) — муниципалитет в Бразилии, входит в штат Риу-Гранди-ду-Сул. Составная часть мезорегиона Восточно-центральная часть штата Риу-Гранди-ду-Сул. Входит в экономико-статистический микрорегион Лажеаду-Эстрела. Население составляет 7825 человек на 2007 год. Занимает площадь 265,527 км². Плотность населения — 30,8 чел./км².

## Статистика
- Валовой внутренний продукт на 2003 составляет 59 914 759,00 реалов (данные: Бразильский институт географии и статистики).
- Валовой внутренний продукт на душу населения на 2003 составляет 7479,06 реалов (данные: Бразильский институт географии и статистики).
- Индекс развития человеческого потенциала на 2000 составляет 0,753 (данные: Программа развития ООН).